# Антигона (опера Шайдуллиной)
«Антиго́на» — опера (сценическое название жанра — «опера для драматических артистов») Ольги Шайдуллиной на либретто Жени Беркович, написанная специально для Пермского Театр-Театра. Спектакль получил три премии «Золотая Маска» в 2022 году: «Лучший спектакль в оперетте-мюзикле» («Антигона»), «Лучшая работа режиссёра» (Роман Феодори), «Лучшая работа композитора» (Ольга Шайдуллина) и выдвигался ещё в шести номинациях.

## Сюжет
Сюжет античной трагедии Софокла, перенесенный в современную драматургию, например, Жаном Ануем, в спектакле режиссёра-постановщика Романа Феодори воспроизводит обстановку города Фивы, разорённого гражданской войной. Дикторский голос обещает конец войны и переход к нормальной жизни, но обещания перемежаются сообщениями о гибели главной героини Антигоны (Эва Мильграм, премия Музыкальное сердце театра 2021 года лучшей исполнительнице главной роли, номинация на «Золотую Маску» 2022 года за лучшую женскую роль), её жениха Гемона, жены главного героя Креонта (Альберт Макаров, номинация на «Золотую маску» 2022 года за лучшую мужскую роль), треском счётчиков Гейгера и тяжёлым дыханием жителей. По замыслу авторов, после войны и массовой гибели жителей в древнем городе должно быть трудно дышать и все граждане носят защитные маски, а новый диктатор носит с собой баллон с кислородом.

## Критика
Критики отмечают оригинальность сюжета и музыки. Музыкальный и театральный критик Лариса Барыкина пишет о музыке оперы «Антигона»:

Композитор Ольга Шайдуллина написала талантливую партитуру с суггестивной атмосферой остинатных ритмов и терпких диссонансных созвучий. Она заставила артистов использовать все возможности своего голосового аппарата, от вздохов-шепотов и криков, от декламации (и даже приема шпрехгезанг!) до сложнейшего в тесситурном плане вокала. Но все-таки подчинила свой темперамент логике вербального смысла. И главное в пермской «Антигоне» — это текст Жени Беркович и драматургическая деконструкция мифа— Антигона: новый мир, новый метр
В постановке оперы параллельно воспроизводятся два либретто (авторства Жени Беркович): одно в виде написанного на проекторе текста, другое поётся актёрами, между ними лишь иногда возникают совпадения, символизируя лишь слабую связь между информационным и духовным пространствами. В дополнение к сложному и многожанровому характеру музыки критики также отмечают прекрасную игру главных исполнителей.